# Joseph-Marie Portalis
Joseph-Marie Portalis, född 19 februari 1778 i Aix-en-Provence, död 5 augusti 1858 i Passy, var en fransk greve och statsman. Han var son till Jean-Étienne-Marie Portalis.

## Biografi

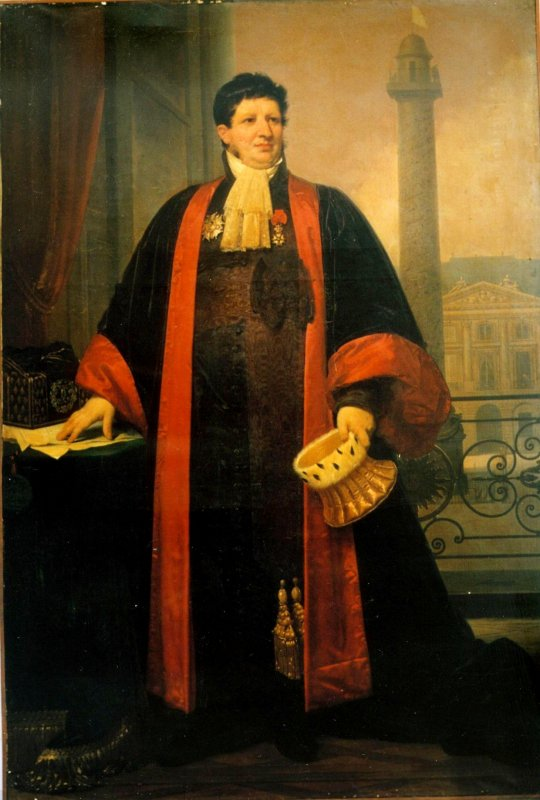
Joseph-Marie Portalis.

Portalis började sin karriär efter Napoleons statskupp 18 brumaire år VIII (9 november 1799) som diplomat, biträdde sedan 1805 sin far såsom generalsekreterare vid kultusministeriet och utnämndes 1810 till generaldirektör för bokhandeln och till greve, men föll 1811 i onåd, på grund av att han inte genast givit regeringen del av en påvlig skrivelse, som angrep kejsarens politik. År 1813 kallades han dock till president vid domstolen i Angers. År 1815 fick han en plats i Ludvig XVIII:s "conseil d'état" och i kassationsdomstolen, blev 1819 pär och 1824 president i en av kassationsdomstolens kamrar, var 1828–1829 först justitie-, sedermera utrikesminister och utnämndes sistnämnda år till förste president i kassationsdomstolen. Detta ämbete nedlade han efter Napoleons statsstreck den 2 december 1851, men 1852 blev han senator.